# Dodécagynie
La dodécagynie (du grec ancien dôdeka: douze et gunê: femelle) est un ordre de la deuxième classe du système de Carl von Linné comprenant les genres dont la fleur à douze pistils. Son adjectif épithète est dodécagynique.